# 礫川浮世絵美術館
礫川浮世絵美術館（こいしかわうきよえびじゅつかん）は、東京都文京区小石川にあった浮世絵版画専門の美術館である。2014年3月をもって休館（事実上の閉館）した。

## 概要
1998年11月に開設された。コレクションを作ったのは、館長を務める元杏林大学医学部教授の松井英男（医学博士）である。収集のきっかけは、松井がシカゴのイリノイ大学に客員講師として赴任している時、ピカソや印象派の絵を見にシカゴ美術館に行った時のことである。その日本美術部の展示室に、飛鳥・奈良の仏教美術でも、平安時代の貴族美術や、鎌倉・室町の武家美術でもない、江戸時代の庶民文化にすぎない浮世絵版画が展示されているのを見て、大きなカルチャーショックを感じたのが契機になったという。医学者として外国の学会などに参加する傍ら、夫人とともに浮世絵を収集していった。特に戦前から軟派物を出版し、当局の弾圧に抵抗した有光書房の主・坂本篤の春画コレクションを入手したことは、以後の収集に決定的な影響をもたらしたという。松井は初摺りにこだわり、先入観なしに理由はよく分からないがどうしても買いたいと思い、一度冷静になった後、それでも欲しいと感じたものを集めていった。
所蔵されている2000点もの浮世絵から毎月数十の浮世絵を掛け替えて展示していた。閉館後、コレクションは売却されたという。

## 所蔵作品
- 喜多川歌麿 「当時三美人 富本豊ひな 難波屋きた 高しまひさ」 竪大判錦絵 寛政5年（1793年）頃